# Stunner
Pour l’article homonyme, voir Stunner (catch).
Stunner est une super-vilaine appartenant à l'univers de Marvel Comics apparue dans Amazing Spider-Man numéro 397 en janvier 1995. Elle a été créée par J.M. DeMatteis et Tom DeFalco pour le scénario et Mark Bagley pour le dessin.

## Biographie
Grâce au procédé de réalité virtuelle, le Docteur Octopus transforme une secrétaire discrète, Angelina Brancale, en une superbe femme à la force surhumaine : Stunner qui veut dire étourdisseuse ou épatant. Stunner s'avère être une projection virtuelle tangible à laquelle Angelina Brancale donne son esprit - cette dernière étant harnachée durant ce temps au projecteur de réalité virtuelle.
Elle apparut durant la Saga du Clone, comme l'amante d'Octopus. Elle ne parvint cependant pas à empêcher Kaine, le clone dégénéré de Spider-Man, de l'assassiner, et jurer de tirer vengeance. Pourtant, ses apparitions se firent rares jusqu'à ce qu'elle reparaisse alliée à Carolyn Trainer, le second Docteur Octopus.
Lors d'une résurrection effectuée par la secte ninja La Main, Angelina mourra en donnant littéralement sa vie pour qu'Octopus puisse renaître.